# Neptis tullia
Neptis tullia är en fjärilsart som beskrevs av Hans Fruhstorfer 1908. Neptis tullia ingår i släktet Neptis och familjen praktfjärilar. Inga underarter finns listade i Catalogue of Life.